# 2074 Shoemaker
2074 Shoemaker è un asteroide areosecante. Scoperto nel 1974, presenta un'orbita caratterizzata da un semiasse maggiore pari a 1,7996321 UA e da un'eccentricità di 0,0820042, inclinata di 30,08004° rispetto all'eclittica.
L'asteroide è dedicato all'astronomo statunitense Eugene Shoemaker.